# Австралийский институт спорта (команда ЖНБЛ)
«Австралийский институт спорта» (англ. Australian Institute of Sport) — это австралийский профессиональный женский баскетбольный клуб, выступавший в женской национальной баскетбольной лиге (ЖНБЛ). Клуб базировался в Канберре (Австралийская столичная территория) и представлял Австралийский институт спорта, а в его состав входили молодые игроки студенческого возраста (в основном от 16 до 19 лет).
Команда была основана в 1981 году и уже в 1986 году добралась до большого финала, но затем не добивалась больших побед. Главных своих успехов клуб «Австралийский институт спорта» добился в конце 1990-х годов во многом благодаря приходу в состав Лорен Джексон, Сьюзи Баткович, Пенни Тейлор, Кристен Вил, а также главного тренера Фила Брауна. «Австралийский институт спорта» два раза участвовал в большом финале ЖНБЛ, одержав победу в 1999 году, а также проиграв в главном матче сезона в 1986 году. Впоследствии команда влачила жалкое существование, являясь одним из главных аутсайдеров ЖНБЛ наряду с «Перт Линкс», и поэтому в 2012 году она была расформирована, чтобы увеличить конкурентоспособность в чемпионате.

## Участия в больших финалах ЖНБЛ
Команда «Австралийского института спорта» (АИС) принимала участие в двух больших финалах ЖНБЛ, одержав победу лишь в одном из них.
| Сезон   | Соперник            | Результат | Счёт  | Место проведения             |
| ------- | ------------------- | --------- | ----- | ---------------------------- |
| 1986    | Нанавадинг Спектрес | Поражение | 51:62 | Нанавадинг-центр, Бервуд-Ист |
| 1998/99 | Перт Брейкерс       | Победа    | 88:79 | AIS-арена, Канберра          |

## Протокол сезонов ЖНБЛ
| Сезон                         | Место                         | Регулярный чемпионат          | Регулярный чемпионат          | Регулярный чемпионат          | Финалы | Тренер                                    |
| Сезон                         | Место                         | Победы                        | Поражения                     | Процент                       | Финалы | Тренер                                    |
| Австралийский институт спорта | Австралийский институт спорта | Австралийский институт спорта | Австралийский институт спорта | Австралийский институт спорта | Австралийский институт спорта                                                                                  | Австралийский институт спорта             |
| ----------------------------- | ----------------------------- | ----------------------------- | ----------------------------- | ----------------------------- | --- | ----------------------------------------- |
| 1981                          | 8-е                           | 2                             | 8                             | 20,0                          | Не квалифицировалась в финалы                                                                                  | Адриан Хёрли                              |
| 1982                          | 6-е                           | 7                             | 8                             | 46,7                          | Не квалифицировалась в финалы                                                                                  | Адриан Хёрли                              |
| 1983                          | 4-е                           | 12                            | 6                             | 66,7                          | Проиграла в полуфинале «Сент-Килде» со счётом 63:72                                                            | Брендан Флинн                             |
| 1984                          | 8-е                           | 5                             | 13                            | 27,8                          | Не квалифицировалась в финалы                                                                                  | Брендан Флинн                             |
| 1985                          | 9-е                           | 3                             | 15                            | 16,7                          | Не квалифицировалась в финалы                                                                                  | Брендан Флинн                             |
| 1986                          | 3-е                           | 18                            | 6                             | 75,0                          | Выиграла в полуфинале у «Брисбена» со счётом 64:61 Проиграла в большом финале «Нанавадингу» со счётом 51:62    | Адриан Хёрли                              |
| 1987                          | 5-е                           | 10                            | 10                            | 50,0                          | Не квалифицировалась в финалы                                                                                  | Адриан Хёрли                              |
| 1988                          | 11-е                          | 3                             | 19                            | 13,6                          | Не квалифицировалась в финалы                                                                                  | Адриан Хёрли                              |
| 1989                          | 12-е                          | 3                             | 21                            | 12,5                          | Не квалифицировалась в финалы                                                                                  | Фил Браун                                 |
| 1990                          | 6-е                           | 16                            | 8                             | 66,7                          | Не квалифицировалась в финалы                                                                                  | Дженни Чисман                             |
| 1991                          | 8-е                           | 10                            | 12                            | 45,5                          | Не квалифицировалась в финалы                                                                                  | Фил Браун                                 |
| 1992                          | 10-е                          | 6                             | 14                            | 30,0                          | Не квалифицировалась в финалы                                                                                  | Фил Браун                                 |
| 1993                          | 6-е                           | 8                             | 10                            | 44,4                          | Не квалифицировалась в финалы                                                                                  | Фил Браун                                 |
| 1994                          | 9-е                           | 4                             | 14                            | 22,2                          | Не квалифицировалась в финалы                                                                                  | Фил Браун                                 |
| 1995                          | 9-е                           | 4                             | 14                            | 22,2                          | Не квалифицировалась в финалы                                                                                  | Фил Браун                                 |
| 1996                          | 10-е                          | 1                             | 17                            | 5,6                           | Не квалифицировалась в финалы                                                                                  | Фил Браун                                 |
| 1997                          | 5-е                           | 5                             | 11                            | 31,3                          | Выиграла в финале устранения у «Данденонга» со счётом 76:66 Проиграла в полуфинале «Мельбурну» со счётом 48:57 | Фил Браун                                 |
| 1998                          | 4-е                           | 8                             | 4                             | 66,7                          | Выиграла в полуфинале у «Перта» со счётом 84:70 Проиграла в предварительном финале «Аделаиде» со счётом 54:81  | Фил Браун                                 |
| 1998/99                       | 1-е                           | 16                            | 5                             | 76,2                          | Выиграла в полуфинале у «Перта» со счётом 81:62 Выиграла в большом финале у «Перта» со счётом 88:79            | Фил Браун                                 |
| 1999/00                       | 8-е                           | 2                             | 19                            | 9,5                           | Не квалифицировалась в финалы                                                                                  | Фил Браун                                 |
| 2000/01                       | 5-е                           | 7                             | 14                            | 33,3                          | Не квалифицировалась в финалы                                                                                  | Фил Браун                                 |
| 2001/02                       | 5-е                           | 11                            | 10                            | 52,4                          | Не квалифицировалась в финалы                                                                                  | Фил Браун                                 |
| 2002/03                       | 8-е                           | 4                             | 17                            | 19,0                          | Не квалифицировалась в финалы                                                                                  | Фил Браун                                 |
| 2003/04                       | 7-е                           | 5                             | 16                            | 23,8                          | Не квалифицировалась в финалы                                                                                  | Фил Браун                                 |
| 2004/05                       | 7-е                           | 3                             | 18                            | 14,3                          | Не квалифицировалась в финалы                                                                                  | Фил Браун                                 |
| 2005/06                       | 8-е                           | 0                             | 21                            | 0,0                           | Не квалифицировалась в финалы                                                                                  | Дин Кинсман                               |
| 2006/07                       | 8-е                           | 1                             | 20                            | 4,8                           | Не квалифицировалась в финалы                                                                                  | Дин Кинсман                               |
| 2007/08                       | 9-е                           | 8                             | 16                            | 33,3                          | Не квалифицировалась в финалы                                                                                  | Дин Кинсман                               |
| 2008/09                       | 10-е                          | 2                             | 20                            | 9,1                           | Не квалифицировалась в финалы                                                                                  | Дин Кинсман                               |
| 2009/10                       | 10-е                          | 1                             | 21                            | 4,5                           | Не квалифицировалась в финалы                                                                                  | Фил Браун                                 |
| 2010/11                       | 10-е                          | 3                             | 19                            | 13,6                          | Не квалифицировалась в финалы                                                                                  | Фил Браун                                 |
| 2011/12                       | 10-е                          | 2                             | 20                            | 9,1                           | Не квалифицировалась в финалы                                                                                  | Фил Браун                                 |
| Регулярки                     | Регулярки                     | 190                           | 446                           | 29,9                          | 1 титул победителя регулярного чемпионата                                                                      | 1 титул победителя регулярного чемпионата |
| Финалы                        | Финалы                        | 5                             | 4                             | 55,6                          | 1 титул победителя турнира женской НБЛ                                                                         | 1 титул победителя турнира женской НБЛ    |

## Статистика игроков
| Лучшие игроки команды по пяти главным статистическим показателям | Лучшие игроки команды по пяти главным статистическим показателям | Лучшие игроки команды по пяти главным статистическим показателям | Лучшие игроки команды по пяти главным статистическим показателям | Лучшие игроки команды по пяти главным статистическим показателям | Лучшие игроки команды по пяти главным статистическим показателям |
| Сезоны                                                           | PPG                                                              | RPG                                                              | APG                                                              | SPG                                                              | BPG                                                              |
| ---------------------------------------------------------------- | ---------------------------------------------------------------- | ---------------------------------------------------------------- | ---------------------------------------------------------------- | ---------------------------------------------------------------- | ---------------------------------------------------------------- |
| 2009/10                                                          | Тесс Маджен (11,7)                                               | Тайла Робертс (6,0)                                              | Тесс Маджен (1,5)                                                | Мэдлин Тейлор (1,9)                                              | Тайла Робертс (1,0)                                              |
| 2010/11                                                          | Тайла Робертс (9,4)                                              | Гретель Типпетт (6,0)                                            | Ребекка Коул (2,6)                                               | Ребекка Коул (1,8)                                               | Гретель Типпетт (1,0)                                            |
| 2011/12                                                          | Сара Блицавс (12,8)                                              | Оливия Томпсон (6,4)                                             | Ребекка Коул (6,0)                                               | Сара Блицавс (1,7)                                               | Оливия Томпсон (0,6)                                             |

## Состав в сезоне 2011/12
| \| Поз. \| № \| Гражд. \| Имя \| Дата рождения (возраст) \| Рост \| Вес \| Звание \| \| ---- \| -- \| ------ \| ----------------- \| ------------------------- \| ------ \| --- \| ------ \| \| З \| 1 \| \| Ребекка Коул \| 19 марта 1992 (33 года) \| 178 см \| \| \| \| З \| 4 \| \| Тиана Мангакайя \| 21 апреля 1995 (30 лет) \| 168 см \| \| \| \| З \| 5 \| \| Тесса Лейви \| 29 марта 1993 (32 года) \| 172 см \| \| \| \| З/Ф \| 6 \| \| Микаэла Доннелли \| 30 апреля 1994 (31 год) \| 178 см \| \| \| \| З \| 7 \| \| Ребекка Аллен \| 6 ноября 1992 (32 года) \| 188 см \| \| \| \| Ф \| 8 \| \| Оливия Томпсон \| 20 января 1993 (32 года) \| 185 см \| \| \| \| З \| 9 \| \| Мэдлин Гаррик \| 1 апреля 1992 (33 года) \| 179 см \| \| \| \| З \| 10 \| \| Кейси Сэмюэлс \| 2 августа 1994 (31 год) \| 182 см \| \| \| \| Ф \| 12 \| \| Карли Мийович \| 1 августа 1994 (31 год) \| 196 см \| \| \| \| Ц \| 13 \| \| Александра Бантон \| 13 октября 1993 (31 год) \| 198 см \| \| \| \| Ф \| 14 \| \| Дарси Гарбин \| 24 июня 1994 (31 год) \| 188 см \| \| \| \| Ф \| 15 \| \| Сара Блицавс \| 15 февраля 1993 (32 года) \| 189 см \| \| \| \| Ф \| 21 \| \| Розмари Фадлевич \| 17 сентября 1993 (31 год) \| 183 см \| \| \| \| З/Ф \| 22 \| \| Стефани Бейрстоу \| 10 октября 1994 (30 лет) \| 188 см \| \| \| | Главный тренер - Фил Браун Ассистенты тренера - Кристи Флорес Легенда - (К) — Капитан команды Последнее изменение: 15 ноября 2019 года |                |                   |                           |        |     |        |
| Поз. | № | Гражд.         | Имя               | Дата рождения (возраст)   | Рост   | Вес | Звание |
| З | 1 | Флаг Австралии | Ребекка Коул      | 19 марта 1992 (33 года)   | 178 см |     |        |
| З | 4 | Флаг Австралии | Тиана Мангакайя   | 21 апреля 1995 (30 лет)   | 168 см |     |        |
| З | 5 | Флаг Австралии | Тесса Лейви       | 29 марта 1993 (32 года)   | 172 см |     |        |
| З/Ф | 6 | Флаг Австралии | Микаэла Доннелли  | 30 апреля 1994 (31 год)   | 178 см |     |        |
| З | 7 | Флаг Австралии | Ребекка Аллен     | 6 ноября 1992 (32 года)   | 188 см |     |        |
| Ф | 8 | Флаг Австралии | Оливия Томпсон    | 20 января 1993 (32 года)  | 185 см |     |        |
| З | 9 | Флаг Австралии | Мэдлин Гаррик     | 1 апреля 1992 (33 года)   | 179 см |     |        |
| З | 10 | Флаг Австралии | Кейси Сэмюэлс     | 2 августа 1994 (31 год)   | 182 см |     |        |
| Ф | 12 | Флаг Австралии | Карли Мийович     | 1 августа 1994 (31 год)   | 196 см |     |        |
| Ц | 13 | Флаг Австралии | Александра Бантон | 13 октября 1993 (31 год)  | 198 см |     |        |
| Ф | 14 | Флаг Австралии | Дарси Гарбин      | 24 июня 1994 (31 год)     | 188 см |     |        |
| Ф | 15 | Флаг Австралии | Сара Блицавс      | 15 февраля 1993 (32 года) | 189 см |     |        |
| Ф | 21 | Флаг Австралии | Розмари Фадлевич  | 17 сентября 1993 (31 год) | 183 см |     |        |
| З/Ф | 22 | Флаг Австралии | Стефани Бейрстоу  | 10 октября 1994 (30 лет)  | 188 см |     |        |

## Тренеры
| Тренер        | Сезоны                              | Победы и поражения (процент) | Победы и поражения (процент) |
| Тренер        | Сезоны                              | Регулярка                    | Финалы                       |
| ------------- | ----------------------------------- | ---------------------------- | ---------------------------- |
| Адриан Хёрли  | 1981—1982, 1986—1988                | 40-51 (44,0)                 | 1-1 (50,0)                   |
| Брендан Флинн | 1983—1985                           | 20-34 (37,0)                 | 0-1 (0,0)                    |
| Дженни Чисман | 1990                                | 16-8 (66,7)                  | 0-0 (0,0)                    |
| Фил Браун     | 1989, 1991—2004/05, 2009/10—2011/12 | 103-276 (27,2)               | 4-2 (66,7)                   |
| Дин Кинсман   | 2005/06—2008/09                     | 11-77 (12,5)                 | 0-0 (0,0)                    |
| Всего         |                                     | 190-446 (29,9)               | 5-4 (55,6)                   |

## Награды
| Награды              | Игроки и сезоны |
| -------------------- | --- |
| Чемпионка ЖНБЛ       | 1 (1998/99) |
| Большой финал ЖНБЛ   | 2 (1986 и 1998/99) |
| Финалы ЖНБЛ          | 5 (1983, 1986, 1997, 1998 и 1998/99) |
| MVP ЖНБЛ             | Лорен Джексон (1998/99) |
| MVP финала ЖНБЛ      | Кристен Вил (1998/99) |
| Лучший игрок обороны | нет |
| Лучший снайпер       | Лорен Джексон (1998/99) |
| Лучший новичок       | Люсиль Хэмилтон (1988), Рене Феджент (1989), Триша Фэллон (1990), Чика Эмеаги (1995), Лорен Джексон (1997), Шелли Хаммондс (1999/00), Лора Саммертон (2000/01), Келли Уилсон (2002/03), Кэтлин Маклауд (2003/04), Рене Камино (2004/05), Эбби Бишоп (2005/06), Кайла Фрэнсис (2006/07), Николь Хант (2007/08), Тайла Робертс (2009/10), Карли Мийович (2011/12) |
| Лучший тренер        | Дженни Чисман (1990), Фил Браун (1998 и 1998/99) |